# Château de Montréal (Yonne)
Pour les articles homonymes, voir Château de Montréal.
Le château de Montréal était un château de la Renaissance situé à Montréal, en France.
Du château des seigneurs de Montréal et des ducs de Bourgogne, rien ne subsiste aujourd'hui, sinon l'ancien puits au milieu d'une grande esplanade (dite esplanade du château), qui domine toute la campagne alentour.

« On regardait cette forteresse comme la clef de la Bourgogne, du côté de la Champagne »

— Claude Courtépée.
Construite avec de belles pierres provenant des carrières de Champ-Retard, à Coutarnoux, elle est défendue par cinq tours carrées, et donc anciennes (la tour de la Porte, la tour du Logis, la tour de Beauregard, la tour de la Cigogne et la tour du Roi, car François Ier y séjourna). Un fossé large et profond l'entoure. 
« La grande salle a 100 pieds de long sur 36 de large, avec deux cheminées immenses et 4 croisées » ajoute Courtépée, qui en a vu les ruines avant la Révolution (c'est-à-dire 33 m sur 12 m). 
Pour l'historien Victor Petit, les châteaux voisins de Pisy et Thizy, antérieurs eux aussi au XIIIe siècle, donnent une bonne représentation de ce que pouvait être celui de Montréal. 

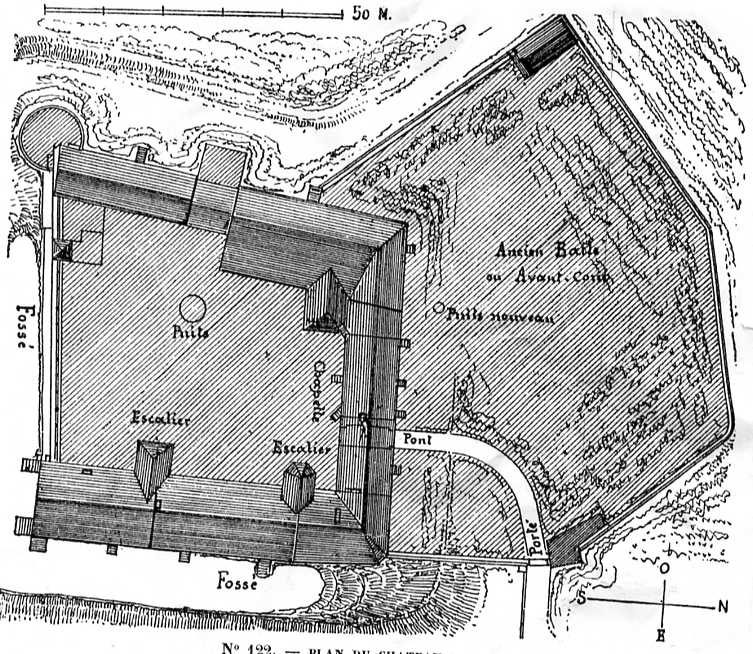
Plan du château de Pisy, dessin de Victor Petit
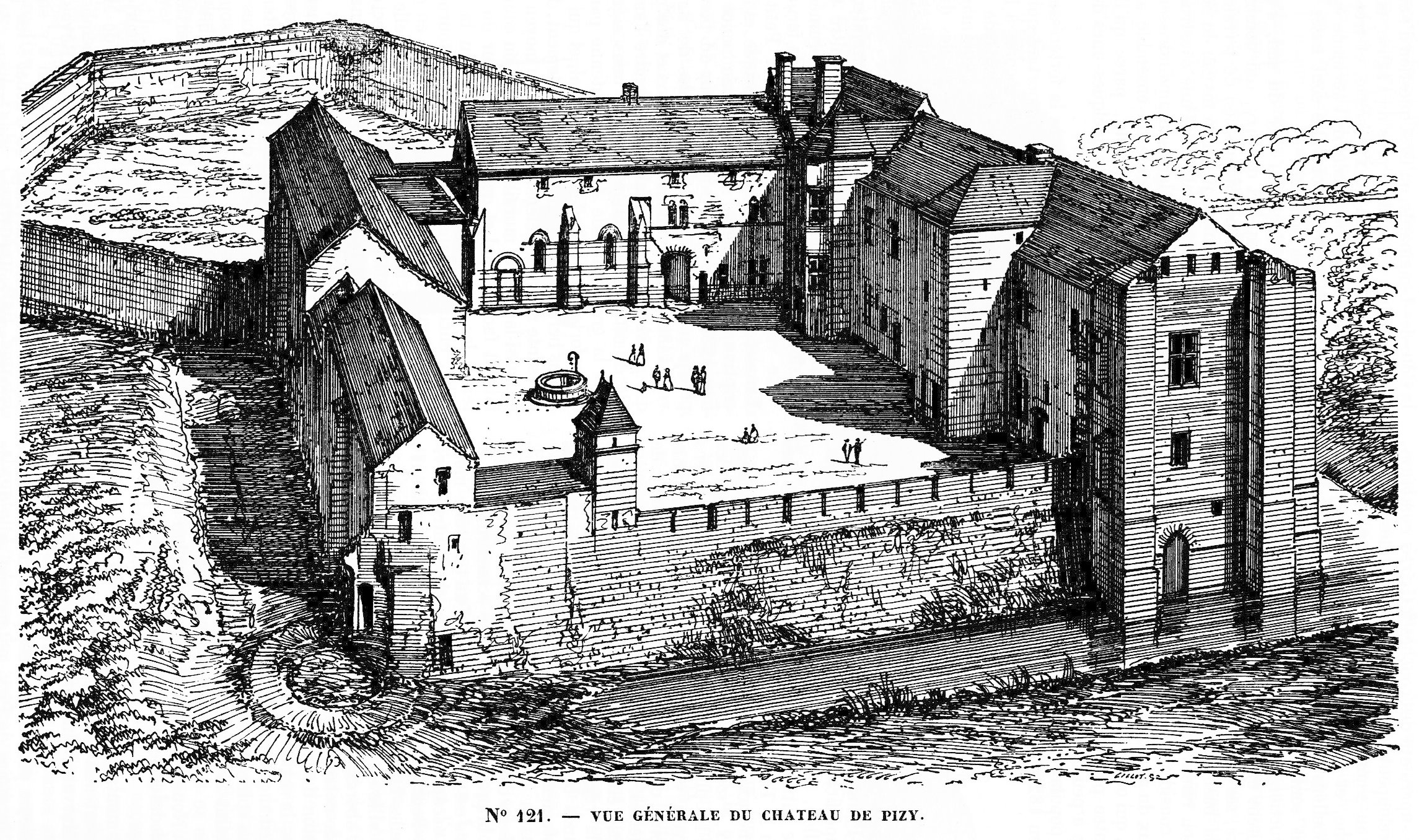
Le château de Pisy, dessin de Victor Petit
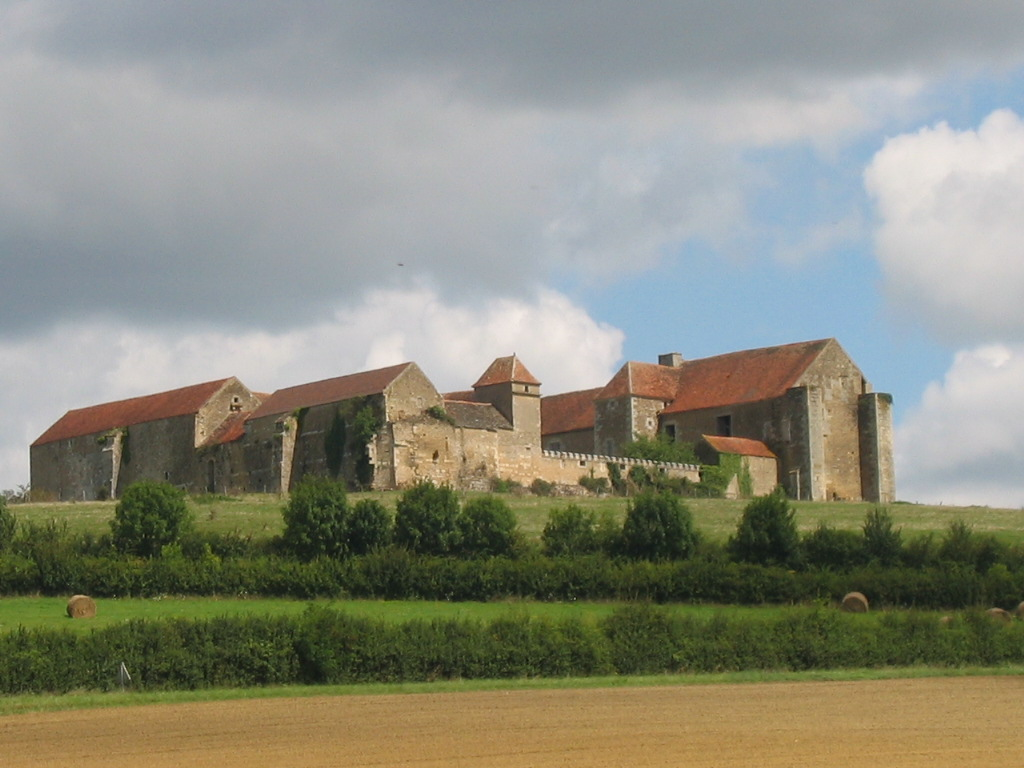
Vue du château de Pisy
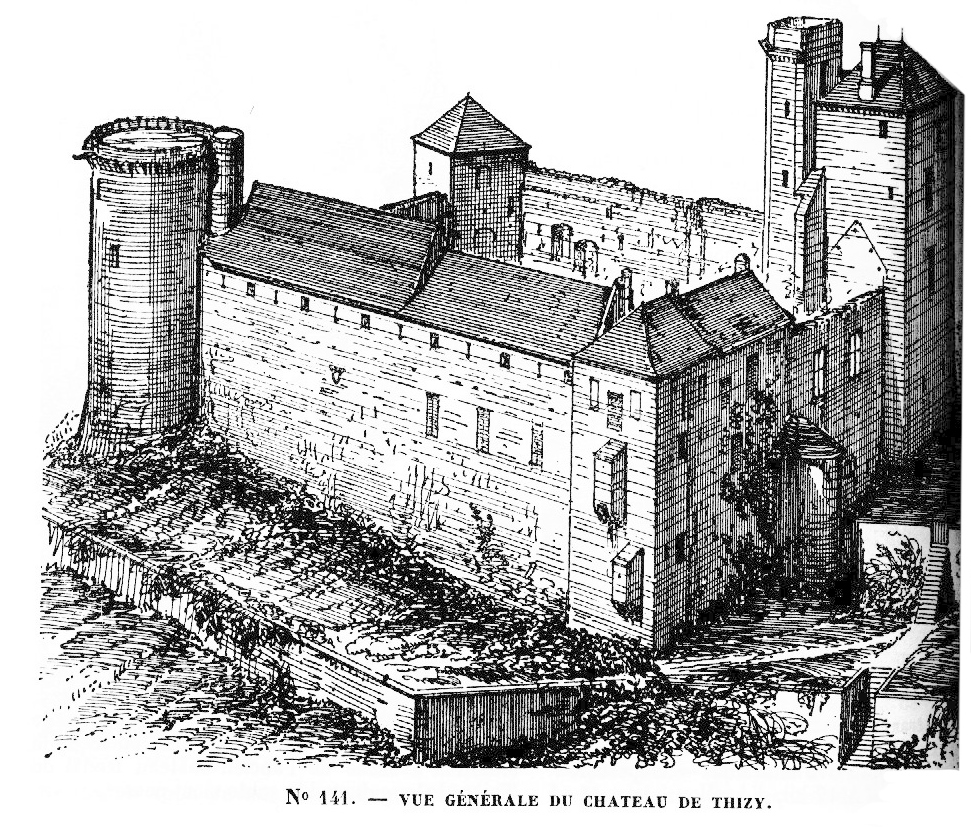
Le château de Thizy, dessin de Victor Petit

En 1419, le duc de Bourgogne fait installer de l'artillerie et des munitions pour faire au roi de France, ce qui n'est pas suffisant. C'est ainsi, que les sept de guerre, bourgeois de Metz, emmenés par Wainchelin de la Tour au mandement du roi de France assiègent le 20 septembre 1437  Montreal et la prennent le 18 octobre de la même année .  
Maintes fois assiégé au cours des siècles, le château de Montréal avait une réputation de citadelle imprenable, car il ne fut pris que par trahison ou par surprise. Mais après le fracas des armes et des sièges, après les assauts de Landry, des Anglais, des écorcheurs ou des ligueurs, le silence se fait définitivement sur les vieilles pierres en 1599 : démantelées, privées de tout rôle défensif, les murailles et les tours sont abandonnées. Les plus belles pierres, comme il est fréquent, sont réutilisées dans les maisons de Montréal.

Jusqu'à la Révolution, les bâtiments encore debout servent de prison. En effet, il subsiste 

« cinq à six chambres basses, plusieurs caves, plusieurs prisons et des cachots souterrains, cinq pièces dans le haut dont deux salles, une de cent pieds de longueur sur cinquante de largeur, une autre de même largeur…, différents cabinets les joignant et, au sud, une galerie de défense. La cour du château est fermée par des murs crènelés de trente pieds de hauteur. »

La municipalité propose en 1792 d'en faire une vaste prison ainsi qu'une manufacture qui emploierait les prisonniers. Sans suite... 
En 1794, les autorités avallonnaises envisagent de remettre le château en état de défense, avec un corps de troupe de mille hommes. Là encore, aucune suite ne sera donnée...
C'est une loi de 1794 sur la destruction des châteaux forts et forteresses de l'intérieur, qui scelle définitivement son sort. On démolit les murs qui entourent la cour, la tour d'entrée et les bâtiments mitoyens, quatre autres tours dont l'une servait de colombier. 

Lors de sa visite à Montréal en 1840, l'architecte Eugène Viollet-le-Duc écrit : 

« Aujourd'hui, du château il n'en reste plus une pierre, et des murailles quelques traces seulement. L'église seule et deux belles portes fortifiées sont encore debout. »